# Goélette paimpolaise

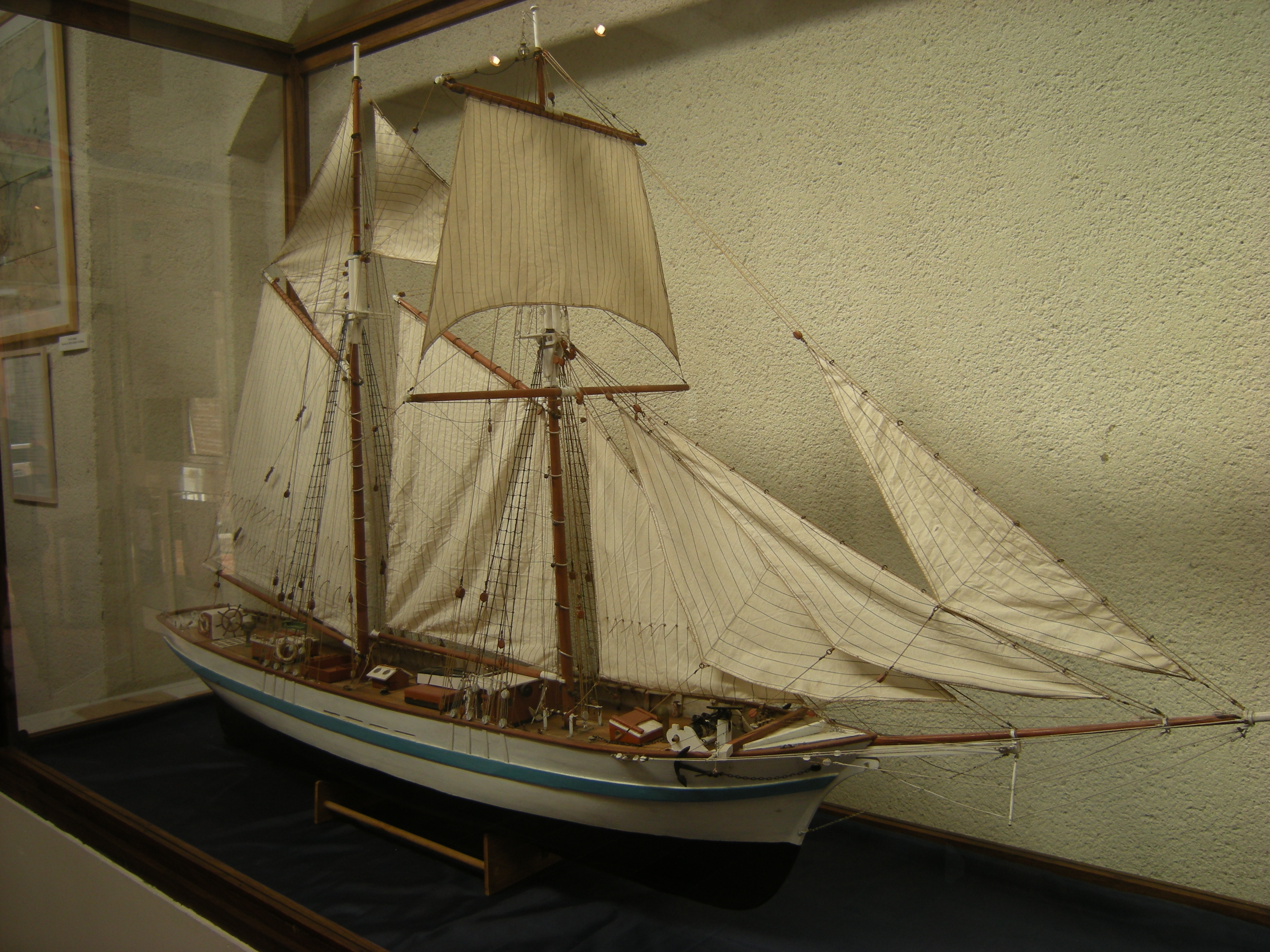
La maquette de la première goélette paimpolaise armée pour la pêche en Islande, lOccasion, en 1852, est exposée au Musée de la mer de Paimpol

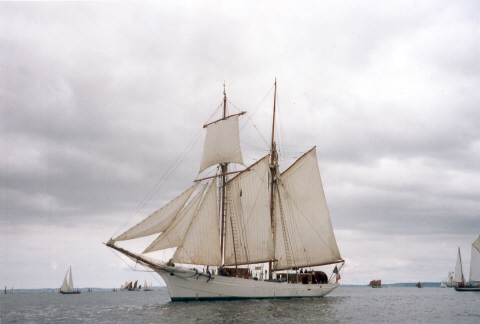
La Belle Poule, goélette paimpolaise à huniers

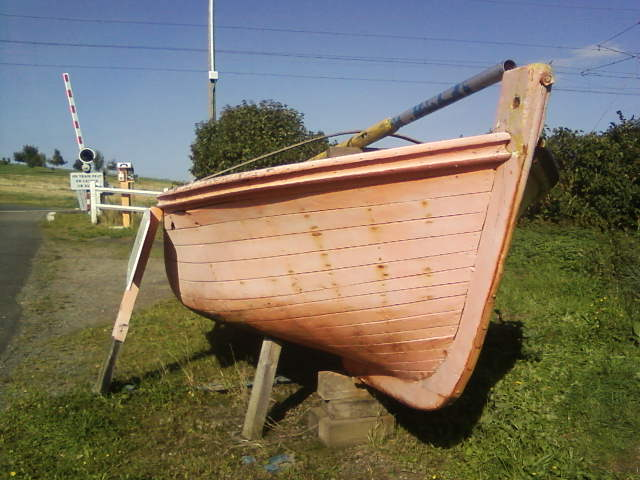
Canot breton de type paimpolais

La goélette paimpolaise est le type de goélettes construites principalement à Paimpol pour la pêche en Islande. 

## Goélette
Au XIXe siècle Paimpol, alors que la ville ne disposait que de petits chantiers, a développé une importante campagne de pêche en Islande. En 1860, le maître constructeur diplômé de l'Arsenal de Cherbourg, Louis Laboureur, se lança dans la construction d'une grosse unité sur les cales du Four à Chaux : la première goélette paimpolaise spécialement adaptée à la pêche en Islande est née.
L'activité des chantiers navals fut importante et au plus fort de l'activité de construction Paimpol comptait huit à dix cales de lancement. Paimpol est à son apogée en 1895 pour l'armement de la grande pêche en Islande : 200 mâts sont comptabilisés dans le port, dont 82 navires islandais,.
L'Étoile et la Belle Poule sont de ce type.

## Canot
Le terme « paimpolais » est aussi associé de nos jours à de petites unités qui reprennent la forme de ces anciens navires, par exemple les voiliers Jouet paimpolais. Cette nouvelle lignée a été lancée par le chantier naval Marie basé à Paimpol,. Certaines constructions du chantier naval Daniel à Paimpol sont des canots paimpolais. Un paimpolais est un canot breton bien défendu de l'avant, c'est-à-dire une proue tulipée, souvent associé à un maître-bau sur l'avant. Il est élégant et puissant à la mer.